# Хоменко Сергій Володимирович
Сергі́й Володи́мирович Хоме́нко — український військовик, сержант Збройних сил України, учасник російсько-української війни.

## Короткий життєпис
У зоні бойових дій з 4 вересня 2014-го, кулеметник-командир відділення, 42-й окремий мотопіхотний батальйон — 57-ма окрема мотопіхотна бригада.
23 листопада 2014-го загинув під час мінометного обстрілу, який вели терористи, під Дебальцевим.
Без Сергія залишились дружина і двоє дітей.
Похований у селі Садове.

## Нагороди
За особисту мужність і героїзм, виявлені у захисті державного суверенітету та територіальної цілісності України, вірність військовій присязі під час російсько-української війни, відзначений — нагороджений
- 27 червня 2015 року — орденом «За мужність» III ступеня.